# Amanita xerocybe
Amanita xerocybe é um fungo que pertence ao gênero de cogumelos Amanita na ordem Agaricales. Encontrado no Brasil, foi descrito pela primeira vez em 1978 pelo micologista neerlandês Cornelis Bas.